# Schulaufsicht
Die Schulaufsicht ist in demokratischen Gesellschaften eine Aufgabe staatlicher Kultusbehörden, die der Verwirklichung bildungspolitischer, pädagogischer, rechtsstaatlicher, personalwirtschaftlicher, disziplinarischer sowie gesundheitlicher Normen in der Schulpraxis dient.
Sie basiert auf den Schulaufsichtsgesetzen der Länder.
Es ist dabei zwischen Fach-, Dienst- und Rechtsaufsicht zu unterscheiden. Der größere Anteil dieser Aufgaben wurde traditionell von staatlichen Schulämtern oder gleichgesetzten Institutionen geprägt. Besondere Teilbereiche sind bei den zuständigen deutschen Landesministerien, dem österreichischen Unterrichtsministerium und den Bildungsdirektionen der Schweizer Kantone (Schweizerische Konferenz der kantonalen Erziehungsdirektoren) eingegliedert. Seit den 1990er Jahren vollzieht sich eine Wandlung dieser Aufsichtsaufgaben von ausschließlich behördlichen Strukturen hin zu extern beteiligten Evaluationsgruppen mit auf wissenschaftlicher Basis gestützten Erfassungs- und Bewertungsgrundlagen. Damit orientiert man auf eine zunehmend beratende Funktion der Schulaufsicht für die Schulen mit ihren Leitungen und entfernt sich von dirigistischen Einflussnahmen der Ämter durch eine zunehmende Autonomie innerhalb des praxisnahen Schulmanagements. Die Ausgestaltung moderner Schulaufsichtsformen ist in Europa länder- und regionalspezifisch ausgeprägt, von unterschiedlichen Entwicklungstempi gekennzeichnet und soll auch Formen struktureller Bildungsbenachteiligungen entgegenwirken.

## Situation in Deutschland
1872 wurde in Preußen die staatliche Schulaufsicht im Zuge des Kulturkampfes eingeführt.
In der Bundesrepublik Deutschland ist die Schulaufsicht die staatliche Realisierung des Verfassungsgebots des Art. 7 Abs. 1 des deutschen Grundgesetzes: „Das gesamte Schulwesen steht unter der Aufsicht des Staates.“ Ähnliche Bestimmungen finden sich in allen deutschen Landesverfassungen.
Diese Verfassungsbestimmung geht historisch darauf zurück, dass man der geistlichen Schulaufsicht, wie sie für das Volksschulwesen aus dem 19. Jahrhundert überkommen war, eine unwiderrufliche Absage erteilen wollte. Bei der Realisierung bediente man sich der traditionellen Behördenstruktur.
In den Bundesländern ist die Schulaufsicht unterschiedlich organisiert. Allen gemeinsam ist, dass es sich dabei um staatliche Ämter (Staatliches Schulamt) handelt, in denen schulfachlich vorgebildete Beamte mit entsprechenden Amtsbezeichnungen wie Schulrat, Schulamtsdirektor, Regierungsschuldirektor etc. gemeinsam mit Verwaltungspersonal und Juristen die Aufsicht über die Schulen wahrnehmen. Dabei üben sie zum einen Kontrollfunktionen aus, zum anderen sind sie gegenüber den Schulen weisungsberechtigt. In einigen Bundesländern in Deutschland  (Berlin, Hamburg, Mecklenburg-Vorpommern) ist der Landesschulrat der oberste Beamte der Schulaufsicht und Vorgesetzte der regional zuständigen oder für die verschiedenen Schularten verantwortlichen Schulräte.
Vielfach ist die Schulaufsicht nach Schulformen organisiert. So gibt es in Nordrhein-Westfalen noch immer unterschiedliche Strukturen für Grundschulen, für Hauptschulen und Förderschulen sowie für Gymnasien, Gesamtschulen, Realschulen und Berufskollegs.
Oberste Instanz der Schulaufsicht ist in Deutschland stets das zuständige Kultusministerium des Landes; eine Bundeszuständigkeit ist – trotz des Art. 7 GG – wegen der Kulturhoheit der Länder nicht gegeben.
Ausländische Schulen (beispielsweise die mittlerweile geschlossene saudische König-Fahd-Akademie) unterliegen nicht der deutschen Schulaufsicht. Allerdings sind die Schüler ausländischer Schulen in Deutschland nur dann von der deutschen Schulpflicht befreit, wenn eine Ausnahmegenehmigung gewährt worden ist.
Private Ersatzschulen unterstehen der deutschen Schulaufsicht, allerdings im Hinblick auf die verfassungsmäßige Errichtungsgarantie (Art. 7 Abs. 4 Satz 1 GG), die für diese Schulen gilt, in eingeschränktem Umfang.

## Schulaufsicht in Österreich
→ Schulaufsicht in Österreich

## Kritik
Die staatliche Schulaufsicht wird vielfach, vor allem aus klassisch-liberaler Sicht, kritisch beurteilt. Die staatliche Erziehung sei „eine Einrichtung, um alle Menschen einander anzugleichen“ und ein „Despotismus der Geister“ (John Stuart Mill); sie produziere „eine Herde unwissender Fanatiker, die bereitstehen, auf Befehl in den Krieg zu ziehen oder staatliche Unterdrückungsmaßnahmen auszuführen“ (Bertrand Russell). Diese Einwände richten sich nicht gegen den Zwang zur Erziehung (→Bildungspflicht), sondern nur „gegen den Fall, dass der Staat die Erziehung selbst in die Hand nimmt, was freilich ein ganz anderes Ding ist“.